# Slaget vid Inchon
Slaget vid Inchon i Sydkorea var en del av FN-styrkornas stora motoffensiv under Koreakriget. Nordkoreas styrkor hade varit framgångsrika efter sitt anfall i juni 1950. I september hade de erövrat hela Koreahalvön utom ett område kring Pusan i sydöst. Den 15 september 1950 landsteg amerikanska styrkor vid Seouls hamnstad Inchon på västkusten för att binda nordkoreanska styrkor genom att öppna en andra front och för att skära av delar av kommunikationerna från Nord- till Sydkorea.

## Förberedelser
På grund av det kraftiga tidvattnet var det nödvändigt att landstiga i gryningen. Om kustbekjutningen skulle ske omedelbart innan landstigningen skulle den därför behöva ske i mörker, något som inte bedömdes vara godtagbart. Förbekämpningen skedde därför under flera dagar före den 15 september. För att vilseleda fienden skedde förbekämpningen vid Inchon och på flera andra platser. En sydkoreansk-amerikansk spaningsgrupp rekognoserade flera gånger i Inchonområdet. Natten före landstigningen lyckades gruppen också tända en av de släckta inseglingsfyrarna.

## Landstigningen
I gryningen den 15 september landsteg en bataljon på en ö i Inchons inlopp och slog ut ett batteri om åtta pjäser. När batteriet slagits ut inleddes huvudstyrkans landstigning på två stränder på fastlandet. Fartygsstyrkan innehöll 19 fartyg inklusive jagare och fyra kryssare för eldunderstöd. Det nordkoreanska försvaret bestod av ca 2 000 man marinsoldater, mest nyinryckta värnpliktiga. De amerikanska styrkorna tog snabbt ett brohuvud med små förluster. 

## Fortsättningen
Den 16 september hade de landstigna styrkorna ryckt fram åtta km från stränderna och den 18 september kunde trupper ur nästa division börja föras i land. De landstigna trupperna fortsatte därefter framryckningen mot Seoul. FN-styrkorna i Pusanbrohuvudet gick samtidigt till offensiv. Landstigningen mot Inchon och den följande offensiven ledde till att nästan hela Sydkorea fram till den 38:e breddgraden återerövrades.

### Fotnoter
1. ↑  Halberstam 2007, s. 302.
2. ↑  Hoyt 1984, s. 11. De förutsåg inte något motstånd mot luften, för så vitt som CIA visste hade nordkoreanerna bara nitton plan kvar.